# Flowers (jeu vidéo)
Pour les articles homonymes, voir Flower (jeu vidéo).
Pour les articles homonymes, voir Flowers.
Flowers est une franchise de jeux vidéo de type visual novel de thème yuri développés par Innocent Grey.
Le premier opus, Flowers : Le Volume sur Printemps, est sorti en 2014. Trois autres jeux sont sortis en 2015, 2016 et 2017.

## Titres

### Jeux vidéos
- Flowers: Le Volume sur Printemps : 1er jeu de la franchise. Il est sorti le 18 avril 2014 sur Windows[1] en japonais et le 17 août 2016 en anglais[2].
- Flowers: Le Volume sur Été : 2e jeu de la franchise. Il est sorti le 17 avril 2015 en japonais[3] et le 15 juillet 2018 en anglais[4].
- Flowers: Le Volume sur Automne : 3e jeu de la franchise. Il est sorti le 27 mai 2016 en japonais[5] et le 5 juillet 2018 en anglais[6].
- Flowers: Le Volume sur Hiver : 4e jeu de la franchise. Il est sorti le 15 septembre 2017 en japonais[7].
- Flowers: Les Quatre Saisons : compilation des différents jeux. Elle est sortie sur PlayStation 4 le 7 mars 2019 au Japon[8].

### Autres supports
Six dramatiques radios sont sortis,,,,,.

## Réception
| Jeu                              | Note  |
| -------------------------------- | ----- |
| Flowers: Le Volume sur Printemps |       |
| Flowers: Le Volume sur Été       |       |
| Flowers: Le Volume sur Automne   |       |
| Flowers: Le Volume sur Hiver     | 33/40 |